# Russische Philosophie des 9.–19. Jahrhunderts
Russische Philosophie des 9.–19. Jahrhunderts (russisch Русская философия IX—XIX вв., wissenschaftliche Transliteration Russkaja filosofija IX—XIX vv.) ist ein philosophiegeschichtliches Werk des sowjetischen Philosophen Pjotr Fedotowitsch Nikandrow (russisch Пётр Федотович Никандров, 1923–1975), einem Spezialisten für die Geschichte der russischen Philosophie,  das er mit Anatoli Andrianowitsch Galaktionow (Анатолий Андрианович Галактионов, 1922–2002) schrieb. Die 1. Auflage erschien 1970 im Verlag Nauka, die 2. Auflage wurde von A. A. Galaktionow verfasst und erschien 1989.

## Kurzeinführung
Die sowjetische Monographie enthält eine systematische Darstellung der Geschichte der russischen Philosophie und des soziologischen Denkens von der „Entstehung der Klassengesellschaft“ und der Staatlichkeit in der Kiewer Rus bis zur Verbreitung und Anerkennung des Marxismus in Russland am Ende des 19. Jahrhunderts.
Die gegenseitige Abhängigkeit der Entwicklung der Philosophie und die Besonderheiten des historischen Prozesses in Russland in seinen verschiedenen Phasen, die gegenseitige Beeinflussung der Philosophie und des naturwissenschaftlichen Denkens, die Beziehung zwischen der russischen und der westeuropäischen Philosophie werden nachgezeichnet. Das Werk ist an breites Lesepublikum gerichtet, für Philosophen, Historiker, Literaturkritiker und alle, die sich mit der Geschichte der russischen Philosophie und der russischen Kultur im Allgemeinen beschäftigen.
Eine überarbeitete und ergänzte 2. Auflage erschien 1989 zur Zeit des Zerfalls der Sowjetunion.
Das Werk gilt als wichtiges Referenzwerk.
Es ist untergliedert in die folgenden acht Abschnitte mit insgesamt 37 Kapiteln:
1. Vorgeschichte der russischen Philosophie (9.–14. Jahrhundert)
2. Die Gründung der russischen Philosophie (14.–17. Jahrhundert)
3. Die Diskussion der Philosophie von der Religion und der Anfang des Materialismus (1. Hälfte des 18. Jahrhunderts)
4. Entwicklung der Philosophie als theoretische Wissenschaft (2. Hälfte des 18. Jahrhunderts)
5. Entwicklung der methodischen Probleme in der Wissenschaft und der sozialen Vorbereitung (1. Viertel des 19. Jahrhunderts)
6. Philosophische Ideen in den 1830er bis 1840er Jahren: Materialismus und die Dialektik der revolutionären Demokratie
7. Hintergrund und Weiterentwicklung des Materialismus im Konflikt der revolutionären Demokraten mit den verschiedenen Schulen des Idealismus (1850er–1860er Jahre)
8. Philosophie und Soziologie in den 1870er bis 1890er Jahren: Die Verbreitung des Marxismus in Russland

## Textfassungen
- A. A. Galaktionow, P. F. Nikandrow: Russkaja filosofija. XI-XIX wiekow. Leningrad 1970 // Галактионов Анатолий Андрианович, Никандров Петр Федорович. Русская философия IX—XIX вв. Л.: Издательство Ленинградского университета. 1989
- Русская философия IX—XIX вв. Л.: Издательство Ленинградского университета. 1989.— 744 с. (2-е издание, исправленное и дополненное); 2. Auflage, überarbeitet und ergänzt; ISBN 5—288—00112—X